# Енкопрез
Енкопрез (з дав.-гр.  ἐγκόπρησις, enkóprēsis) — це свідоме або несвідоме випорожнення поза туалетом (фекальне забруднення) у дітей віком від чотирьох років після виключення органічної причини. Діти з енкопрезом часто випорожнюються у спідню білизну.
Цей термін зазвичай застосовується до дітей, у дорослих його частіше називають нетриманням калу.

## Ознаки та симптоми
Головним симптомом є (не)навмисне забруднення спідньої білизни. Існує два типи: із запором або без нього. У дітей із запорами може спостерігатися зниження апетиту, біль у животі, біль під час дефекації, рідше випорожнення кишечника та твердий або м'який стул. У тих, хто не має запору, цих симптомів немає.

## Причини
Енкопрез зазвичай спричинений запором, рефлекторним утриманням стулу, різними фізіологічними, психологічними або неврологічними розладами, або хірургічним втручанням (дещо рідкісне явище).
Товста кишка зазвичай видаляє зайву воду з калу. Якщо кал залишається в товстій кишці занадто довго через вимушену або випадкову затримку, з калу видаляється стільки води, що він стає твердим і дитині стає боляче випорожнюватися.
Може розвинутися замкнене коло, коли дитина може уникати випорожнення, щоб уникнути «очікуваного» болісного відвідування туалету. Цей цикл може призвести до настільки глибокого обумовлення реакції утримання, що виникає ректально-анальна гальмівна реакція (RAIR) або анізм. Було показано, що RAIR виникає навіть під анестезією та при втраті довільного контролю.
Затверділий кал продовжує накопичуватися та розтягує товсту або пряму кишку до такої міри, що нормальні відчуття, пов'язані з майбутнім випорожненням, не виникають. Зрештою, м'якший кал протікає навколо закупорки і не може бути затриманий анусом, що призводить до забруднення білизни. Дитина зазвичай не контролює ці випадки протікання і може не відчувати, що вони сталися або ось-ось відбудуться, через втрату чутливості в прямій кишці та RAIR.
Сильні емоційні реакції зазвичай є результатом невдалих і повторюваних спроб контролювати цей вкрай неприємний продукт організму. Ці реакції, у свою чергу, можуть ускладнювати традиційні методи лікування з використанням пом'якшувачів калу, вимог сидіння та поведінкових стратегій.
Початок енкопрезу найчастіше доброякісний. Зазвичай початок пов'язаний з привчанням дитини до туалету, вимогами до тривалого сидіння та інтенсивними негативними реакціями батьків на кал. Початок навчання у школі чи дошкільному закладі зі спільними туалетними кімнатами є ще одним важливим зовнішним тригером. Ворогуючі батьки, брати і сестри, переїзд та розлучення також можуть перешкоджати нормальному відвідуванню туалету та сприяти запорам. Первісна причина може втратити свою актуальність, і переважними стають хронічні подразники.

## Діагноз
Психіатричні (DSM-5) діагностичні критерії енкопрезу:
1. Неоднократне потрапляння фекалій у невідповідні місця (наприклад, у спідню білизну або на підлогу), як навмисне, так і ненавмисне
2. Принаймні один такий випадок на місяць протягом щонайменше 3 місяців
3. Хронологічний вік щонайменше 4 роки (або еквівалентний рівень розвитку)
4. Така поведінка не зумовлена виключно ефектом речовин (наприклад, проносних засобів) або загальним захворюванням, окрім як через механізм, що включає запор.

DSM-5 розрізняє два підтипи: із запором та нетриманням калу через переповнення, і без них. При підтипі із запором кал зазвичай погано сформований, а його витікання є безперервним, причому це відбувається як під час сну, так і під час неспання. При типі без запору фекалії зазвичай мають нормальну форму, забруднення бувають періодичними, а кал зазвичай відкладається на видному місці. Ця форма може бути пов'язана з опозиційно зухвалим розладом (ОЗР) або розладом поведінки, або може бути наслідком введення в анус великих предметів, або, що більш імовірно, через хронічний енкопрез, який радикально десенсибілізував товсту кишку та анус.

## Лікування
Рекомендується наступний тристоронній підхід до лікування енкопрезу, пов'язаного із запорами:
1. Очищення
2. Використання засобів для пом'якшення стулу
3. Запланований час сидіння на туалеті, зазвичай після їжі

Початкове очищення досягається за допомогою клізм, проносних засобів або того й іншого. Переважним підходом сьогодні є використання пероральних пом'якшувачів калу, таких як макрогол, лактулоза, мінеральна олива тощо. Після цього щодня використовуються клізми та проносні засоби, щоб підтримувати м'якість калу та дозволити розтягнутому кишечнику повернутися до нормального розміру.
Дитину потрібно привчити регулярно користуватися туалетом, щоб перенавчити свій організм. Зазвичай рекомендується, що дитина повинна сидіти в туалеті щодня в певний час і «намагатися ходити» протягом 10–15 хвилин (час відвідування туалету), зазвичай невдовзі (або одразу) після їди. Діти частіше можуть випорожнитися одразу після їди (завдяки шлунковокишковому рефлексу). Вважається, що створення регулярного графіка відвідування туалету дозволить дитині досягти належного режиму випорожнення. Повторні успішні відвідування туалету допомагають йому стати стимулом для успішного випорожнення кишечника.
Як варіант, коли цей метод не дає результатів протягом шести місяців або довше, можна застосувати більш агресивний підхід з використанням супозиторіїв та клізм ретельно запрограмованим чином, щоб подолати рефлекторну реакцію затримки та дозволити належному рефлексу випорожнення взяти на себе ініціативу. Нездатність встановити нормальну роботу кишечника може призвести до постійного розтягнення товстої кишки. Звичайно, слід уникати того, щоб ця проблема тривала роками з постійними запевненнями, що дитина «це переросте».
Зміни в раціоні є важливим елементом управління. Рекомендовані зміни в раціоні у разі енкопрезу, спричиненого запором, включають:
1. Зменшення споживання продуктів, що викликають запор, таких як молочні продукти, арахіс, варена морква та банани
2. Збільшення споживання продуктів з високим вмістом клітковини, таких як висівки, продукти з цільної пшениці, фрукти та овочі
3. Більше споживання води та рідин, таких як соки, хоча із надмірним споживанням підсолоджених соків пов'язують підвищений ризик карієсу
4. Обмеження напоїв з кофеїном, включаючи колу та чай
5. Забезпечення збалансованого харчування та перекусів, а також обмеження споживання фаст-фуду/нездорової їжі з високим вмістом жирів та цукру
6. Обмеження вживання незбираного молока до 500 мл на день для дитини старше двох років, але без повного виключення молока, оскільки дітям потрібен кальцій для росту та міцності кісток.

Стандартним поведінковим методом лікування функціонального енкопрезу, який, як було показано, є високоефективним, є мотиваційна система, така як система управління непередбаченими обставинами. На додаток до цього основного компонента, для підвищення ефективності можна додати сім або вісім інших компонентів поведінкової терапії.

## Епідеміологія
Орієнтовна поширеність енкопрезу у чотирирічних дітей становить від одного до трьох відсотків. Вважається, що цей розлад у 6 разів частіше зустрічається у хлопчиків, ніж у дівчаток.